# Naturens uorden
|  | Denne artikel er oprettet af botten Steenthbot ud fra en ekstern database. Den kan derfor have sproglige fejl eller mangler. Denne skabelon kan fjernes efter kontrol af indholdet. |

Naturens uorden er en dansk dokumentarfilm fra 2015 instrueret af Christian Sønderby Jepsen.

## Handling
Har det en pris, når videnskaben trodser evolutionen?
Vi er en verden af velskabte, fejlfrie og velfungerende mennesker. Med genteknologi kan vi spore og fravælge det uønskede og uperfekte. Journalisten og komikeren Jacob Yoon Egeskov Nossell er spastiker, han burde allerede fra fødslen være 'fravalgt' af både forskere og forældre. Nu er han i realiteten en belastning for samfundsøkonomien og i bedste fald et interessant studie for videnskaben. Med et intakt intellekt, der er fanget i et svækket kropshylster, er han selveste legemliggørelsen af normalitetens dilemma; Han er for handicappet til at være normal og for normal til at acceptere sig selv som handicappet. I sin jagt på at forstå sin egen skæbne, sætter han sig for at udfordre normalitetsbegrebet og sin egen manglende formåen. Han vil påvise, at hans liv er værd at leve. Derfor kaster Jacob sig ud i et selvbiografisk teaterstykke, med det mål at fylde Det Kongelige Teater og modtage publikums hyldest, mens han sætter sig selv på spil. Filmen følger Jacob Nossells tour de force i sin søgen efter svaret på livets mening for ham og sine 'artsfæller' blandt familie, forskere og publikum, men han tvinges til at indse sine egne begrænsninger, da han bliver slået omkuld af skæbnen og linje 1A.

## Medvirkende
- Jacob Yoon Egeskov Nossell
- Thomas Corneliussen
- Kristian Moltke Martiny